# 606

## Догађаји
- Краљица Брунхилда од Аустразије врши притисак на свог унука Теудерика II да крене у рат против његовог брата Теудеберта II од Аустразије. Она поставља Протадија, градоначелника палате, за војсковођу бургундске војске. У палати Куиерзи (Пикардија), Теудерик окупља своју војску. Војници под Унцеленом, војводом од Алеманије, одбијају да се боре против својих сународника и изјављују да је краљ наредио Протадијеву смрт. Убијају га франачки ратници, а Теудерик је приморан да потпише мировни уговор.
- Церл насљеђује Пибу као краљ Мерсије (енглески Мидландс).
- Краљ Харша од Танесара успоставља северно Индијско царство и уједињује мале монархијске државе, од Пенџаба до долине Инда (савремени Пакистан).
- Шашанка је први забележени независни краљ Бенгала. Свој главни град оснива у данашњем Муршидабаду.
- 22. фебруар – Папа Сабинијан умире у Риму после двогодишњег епископства и епархија остаје упражњена до 607. године.